# Giacomo Abbruzzese
Pour les articles homonymes, voir Abbruzzese.
Giacomo Abbruzzese, né le 3 juin 1983 à Tarente, dans les Pouilles (Italie), est un réalisateur et scénariste italien.

## Biographie
Né dans le Sud de l'Italie, Giacomo Abruzzese grandit jusqu'à l'âge de 18 ans dans sa ville natale, Tarente. Il étudie ensuite la production cinématographique, télévisuelle et multimédia à l'université de Bologne. Il termine ses études en 2008 avec une maîtrise. Abruzzese travaille, de 2008 à 2009, comme photographe au Moyen-Orient. En 2011, il obtient un diplôme de troisième cycle à l'école de cinéma française du Fresnoy. Un an plus tard, il est invité au programme Berlinale Talents pour jeunes talents au Festival international du film de Berlin 2012.
En 2023, Abbruzzese a gagné l'Ours d'argent pour la meilleure contribution artistique au Festival du film de Berlin, pour son premier long métrage Disco Boy, avec Franz Rogowski dans l'un des rôles principaux.

## Filmographie partielle

### Au cinéma
- 2007 : Passing  (court métrage)
- 2010 : Archipel  (court métrage)
- 2011 : Fireworks  (court métrage)
- 2014 : This Is the Way  (court métrage)
- 2014 : Stella Maris  (court métrage)
- 2017 : Fame  (documentaire, co-réalisé avec Angelo Milano)
- 2020 : America  (documentaire)
- 2021 : I santi  (court métrage)
- 2023 : Disco Boy

## Récompenses et distinctions
- 2010 : Torino Film Festival – Meilleur court métrage italien, Prix Avanti (Archipel)
- 2012 : Nastro d'Argento - Mention honorable (Fireworks)
- 2014 : Festival du film de Pancevo - Meilleur documentaire (This Is the Way)
- 2015 : Festival international du film  de Küstendo – Œuf d'or (Stella Maris)
- 2017 : Festival Biografilm – Prix du Public (Fame)
- (en) Giacomo Abbruzzese: Awards, sur l'Internet Movie Database